# Immenstaad
Immenstaad es un municipio alemán de unos 6.200 habitantes perteneciente al distrito del lago de Constanza en el estado federado de Baden-Wurtemberg.